# Mount Monteagle
Mount Monteagle är ett berg i Antarktis. Det ligger i Östantarktis. Nya Zeeland gör anspråk på området. Toppen på Mount Monteagle är 2 780 meter över havet.
Terrängen runt Mount Monteagle är bergig åt sydväst, men åt nordost är den kuperad. Mount Monteagle är den högsta punkten i trakten. Trakten är obefolkad. Det finns inga samhällen i närheten.